# Maniche
Nuno Ricardo de Oliveira Ribeiro, ismertebb nevén Maniche (Lisszabon, 1977. november 11. –)  visszavonult portugál válogatott labdarúgó, edző. Pályafutása során megfordult az FC Porto, a Chelsea FC és az Atlético Madrid csapatában is. UEFA-kupa és UEFA-bajnokok ligája győztes, Európa-bajnoki ezüstérmes.

## Pályafutása
2004-ben az FC Porto játékosaként Bajnokok Ligáját nyert, majd 2005-ben Costinhával együtt a Gyinamo Moszkvához szerződött, bevallottan a pénz miatt, az orosz együttes ugyanis csúcsfizetést ajánlott neki. Társával együtt nem sokáig bírták a moszkvai viszonyokat és továbbálltak fél esztendő múltán. Maniche szerencséjére akkoriban a Chelsea-nél egykori portói edzője, José Mourinho volt a menedzser, aki fél évre a klubhoz hozta őt kölcsönbe.
Ezt követően az Atletico Madrid szerződtette, a madridiak másfél év múltán kölcsönadták az Internazionalének, ahol 2008 első felét töltötte, - a kék-feketék középpályásait sújtó páratlan sérüléshullám miatt volt rá szükség -, majd visszatért az Atleticóhoz. 2009 elején, az edzőváltást követően Abel Resino már nem nagyon szerepeltette a portugál labdarúgót, aki az idény végéhez közeledve bejelentette, hogy új klub után néz, miután szerződése lejár.